# 3. Armee (Rote Armee)
Die 3. Armee (russisch 3-я армия) war im Zweiten Weltkrieg ein Großverband der Roten Armee. Sie wurde in der Anfangsphase des Großen Krieges (Juni 1941) im Rahmen der Westfront fast vollständig eingekesselt. Ihre Truppen kämpften in der Schlacht um Minsk und Brjansk und waren im Sommer 1944 an der Operation Bagration (Kessel von Bobruisk) beteiligt. Die Armee rückte darauf quer durch Polen vor und nahm 1945 an der Ostpreußischen Operation teil. Bei Kriegsende kämpfte die Armee in der Berliner Operation und erreichte die Elbe.

## Geschichte

### 1. Formation
Die 3. Armee wurde am 1. September 1939 in Übereinstimmung mit dem Kriegsrat des Sondermilitärbezirk von Witebsk in Belarus gebildet und gemäß der Stawka-Direktive von 26. Juli 1938 auf Grundlage des 4. Schützenkorps aufgestellt. Am 17. September 1939 gehörte die 3. Armee zu den Truppen der Weißrussischen Front (Armeegeneral M. P. Kowaljow), welche die sowjetisch-polnische Grenze überschritten und in Richtung auf Wilna vorrückten.

### 2. Formation
Zu Beginn der Operation Barbarossa war die 3. Armee Teil der Westfront (Armeegeneral D. G. Pawlow) und führte schwere Abwehrkämpfe gegen die deutsche Heeresgruppe Mitte im Raum Grodno, Lida und Nowogrodek.
Armeegliederung am 22. Juni 1941
4. Schützenkorps (Generalmajor J. A. Jegorow)
- 27. Schützendivision (Generalmajor A. M. Stepanow)
- 56. Schützendivision (Generalmajor S. P. Sachnow)
- 85. Schützendivision (Generalmajor A. V. Bondowski)

21. Schützenkorps (Generalmajor W. B. Borisow)
- 17. Schützendivision (Oberst T. K. Batzanow)
- 24. Schützendivision (Generalmajor K. N. Galitzki)
- 37. Schützendivision (Oberst A. E. Tschecharin)

11. Mechanisiertes Korps (Generalmajor D. K. Mostowenko)
- 29. Panzerdivision (Oberst N. P. Studnew)
- 33. Panzerdivision (Oberst M. F. Panow)
- 204. Motorisierte Division (Oberst A. M. Piragow)

Die 3. Armee wurde zusammen mit der 4. und 10. Armee in der Kesselschlacht von Minsk eingeschlossen. Nur schwache Teile konnten über Minsk aus dem Kessel entkommen und nahmen dann an der Schlacht um Smolensk teil. Im Rahmen der Brjansker Front (1. Formation) und später der Zentralfront (1. Formation) kämpfte die 3. Armee zusammen mit der 13. Armee im Raum Potschep und Trubtschewsk gegen die weiteren Vorstöße der Panzergruppe 2. Infolge der Kesselschlacht von Brjansk wurde die 3. Armee bis Mitte Oktober nochmalig von deutschen Truppen eingekesselt und größtenteils gefangen. Im November 1941 setzte die neu zusammengesetzte Armee innerhalb der Südwestfront (ab 11. November zugeteilt) ihre Verteidigungskämpfe im Raum Nowosil fort und zog sich bis zum 5. Dezember auf die Linie südöstlich von Bogorodisk – östlich von Jefremow zurück. Nach der Gegenoffensive der Westfront bei Moskau beteiligte sich die 3. Armee im Verband der Brjansker Front (2. Formation) an der Schlacht um Jelez und der Befreiung von Jefremow (13. Dezember).
Bis Ende Dezember 1941 erreichten die Truppen östlich von Orel das rechte Ufer der Suscha, wo sie wieder zur Verteidigung überging. Aus ihrer stark bedrängten Frontlinie unternahm die Armee bis zum Sommer 1943 in regelmäßigen Abständen mehrere Angriffe mit begrenzten Zielen und verbesserte dadurch ihre Stellungen.

### Gliederung am 1. Januar 1943
- 5., 60., 137., 269., 283. und 287. Schützendivision und 79. Panzerbrigade

Am 13. März 1943 wurde die Armee kurzfristig der Zentralfront und am 27. März der Orjoler Front (ab 28. März Brjansker-Front) überstellt.
Im Juli–August 1943 nahm die 3. Armee an der Orjoler Operation teil, von September bis Anfang Oktober – an der Offensive von Brjansk, bei deren Abschluss ihre Truppen in der Nähe der Stadt Propoisk (Slawgorod) auf das linke Ufer des Sosch gingen. Ab dem 20. Oktober kämpften die Truppen bei der Weißrussischen Front und führten in neuer Zusammensetzung Einsätze in der Offensive von Gomel-Rechitza (November 1943) und bei der Rogatschew-Schlobiner Operation (Februar 1944).
Am 17. April 1944 wechselte die 3. Armee zur 1. Weißrussischen Front (2. Formation) und am 5. Juli trat sie zur 2. Weißrussischen Front (2. Formation) über. In der Operation Bagration (ab 22. Juni 1944) beteiligten sich die Armeetruppen an der Befreiung von Belarus und den östlichen Regionen Polens. Die 3. Armee war an den Kämpfen um Bobruisk, Minsk und an der Bialystoker Operation maßgeblich beteiligt. Die Truppen rückten dabei über 400 km nach Westen vor und befreiten die Städte Nowogrodek (8. Juli), Wolkowysk (14. Juli), Bialystok (27. Juli), Ostrołęka (6. September) und Lomscha (13. September). Sie besetzte im September 1944 beim Vormarsch auf Ostpreußen die Narew-Linie zwischen Ostroleka und Roschan.

### Kriegsjahr 1945
Im Januar 1945 griff die 3. Armee im Rahmen der Mlawa-Elbinger Operation als Teil der Stoßgruppe der 2. Weißrussischen Front aus dem Roschan-Brückenkopf in Richtung Willenberg (Velbark) und Mehlsack an. Am 10. Februar 1945 trat die Armee zur 3. Weißrussischen Front über, die sich im März an der Liquidation der deutschen Feindgruppe südwestlich von Königsberg beteiligte. Anfang April wurde die 3. Armee in die Frontreserve zurückgezogen und in das Gebiet südöstlich von Küstrin verlegt, wo sie am 16. April der 1. Weißrussischen Front zugeteilt wurde, an der Berliner Operation und der Kesselschlacht von Halbe teilnahm. Der Vormarsch der Armee endete am 8. Mai 1945 an der Elbe nordöstlich von Magdeburg.
Armeegliederung am 1. Mai 1945
- 35. Schützenkorps, Generalmajor Nikolai Alexandrowitsch Nikitin (250., 290. und 348. Schützendivision)
- 40. Schützenkorps, Generalmajor Wladimir Stepanowitsch Kusnezow (5., 129. und 169. Schützendivision)
- 41. Schützenkorps, Generalmajor Wiktor Kasimirowitsch Urbanowitsch (120. Garde-, 269. und 283. Schützendivision)
- 4. und 44. Korps-Artillerie-Brigade, 584. Panzerabwehr-Artillerie-Regiment und weitere Einheiten.

Das Hauptquartier der 3. Armee wurde nach dem Krieg in die Belarussische SSR verlegt, wo die Armee im August 1945 in das kurzlebige Hauptquartier des belarussisch-litauischen Militärbezirks umgewandelt wurde. Die 3. Armee wurde 1946 nochmalig kurzzeitig mit Hauptquartier in Sluzk neu aufgestellt, aber als der Belarussische Militärbezirk unter Generaloberst Nikolai Gusew ab Juli 1946 reformierte, wurde die Armee im März 1947 endgültig aufgelöst.

## Führung
Kommandeure
- Generalleutnant Wassili I. Kuznezow (1. September 1939 – 25. August 1941)
- Generalmajor Jakow G. Kreiser (25. August – 13. Dezember 1941)
- Generalleutnant Pjotr S. Pschennikow (14. – 28. Dezember 1941)
- Generalleutnant Pawel I. Batow (28. Dezember 1941 – 11. Februar 1942)
- Generalmajor Filipp F. Schmachenko (11. Februar – 12. Mai 1942)
- Generalleutnant Pawel Petrowitsch Chorsun (12. Mai 1942 – 26. Juni 1943)
- Generalleutnant/Generaloberst A. W. Gorbatow (27. Juni 1943 – 9. Juli 1945)

Stabschef
- Brigadekommandeur/Generalmajor Alexander K. Kondratjew (7. September 1939 – 31. Juli 1941)
- Generalmajor Alexei S. Schadow (2. August 1941 – 11. Mai 1942)
- Generalmajor/Generalleutnant Makar V. Iwashechkin (12. Mai 1942 – 9. Juli 1945)

Mitglied des Kriegsrats
- Divisionskommissar Matwej P. Malanin (15. September 1939 – 14. August 1940)
- Brigadekommissar P. A. Dibrow (14. August – 25. Dezember 1940)
- Armeekommissar 2. Ranges N. I. Birjukow (5. April – 10. August 1941)
- Divisionskommissar F. I. Schlykow (10. August 1941 – 19. April 1942)
- Generalmajor/Generalleutnant Iwan P. Konnow (19. April 1942 – 9. Juli 1945)